# 요코야마역 (효고현)
요코야마역(일본어: 横山駅, よこやまえき)은 일본 효고현 산다시에 있는 고베 전철의 역이다. 역 번호는 KB27이다. 해발 167m이다.

## 역사
- 1928년 12월 18일: 산다 선 개통과 동시에 전철 요코야마역으로 영업 개시.
- 1947년 1월 9일: 미키 전기철도와의 합병으로 신아리미키 전기철도의 역이 됨.
- 1988년 4월 1일: 요코야마역으로 역명 변경.
- 1990년 5월 20일: 산다 방향으로 100m 이전.
- 1991년
  - 3월 24일: 산다 선 당역 ~ 산다 간 복선화.
  - 10월 28일: 고엔토시선이 당역 ~ 플라워 타운 영업 개시.

## 개요
고베 전철 산다 선과 고엔토시 선의 열차가 발착한다. 본 역은 고엔토시 선의 기점이며, 고엔토시 선의 0킬로 포스트도 설치되어 있지만, 고엔토시 선 열차는 모두 산다 선을 경유하여 산다 역까지 운행한다. 산다 선은 본 역에서 산다 역까지 복선, 본 역에서 다오지 역까지는 단선이다.
승강장에는 1,2번 선 모두 LED의 행선지 표시기가 설치되어 있지만, 1번 선의 것은 특급이 폐지되고 옆의 산다혼마치 역을 통과하는 열차가 없어졌기 때문에, 종별에 관계 없이 "보통"으로 표시된다.
역전에는 로터리가 설치되어 있지만 버스 정류장이 아닌 택시 승강장에도 손님을 기다리는 듯한 택시의 모습은 없다.
산다가쿠인 중・고등학교 근처역으로, 산다 학원이 시외에서 통학자가 많은 관계로 아침 시간대의 역은 산다 학원의 학생들로 붐빈다.
그 밖에, 산다 선의와 고엔토시 선으로 환승하는 이용객들이 많다. 고베 전철은 일련의 요금으로 탈 수 있는 고엔토시 선 각 역과 고베 간을 제외하고 산다 ~ 고베 간 경쟁력이 낮아, 산다 선을 일련 번호로 하는 탑승객은 적어 본 역에서 승객 대부분이 바뀐다.

## 역 구조
다리 부분에 있는 섬식 승강장 1면 2선의 교상역이지만, 주변의 토지는 기복이 심하기 때문에 역 북쪽은 지상역처럼 보인다. 입선하는 열차는 최대 4량이지만 승강장 유효 길이는 5량분 준비되어 있다. 엘리베이터는 구내에 1기 설치되어 있다.
본 역에서 산다 측은 산다 선과 고엔토시 선 공용의 복선이 되지만, 신카이치・우디타운추오 방향으로는 단선 선로로 2본선의 각기 다른 방향으로 움직인다. 이 때문에, 한낮의 고엔토시 선 열차와 이른 아침 및 심야의 산다 선 일부 열차는 본 역에서 교행한다. 본 역에서 신카이치 방면으로의 선로는 급커브를 달리기 때문에, 신카이치 방면에 발착하는 열차는 서행한다. 고엔토시 선은 역을 나오자마자 터널에 들어가지만 2번 선에는 직선 모양으로 선로가 연결되어 있으므로, 고엔토시 선의 산다 행 열차는 속도를 떨어뜨리지 않고 들어가는 것이 많다. 2번 선 신카이치・우디타운추오 쪽에 있는 안전 측선은 당역 ~ 다오지 간 복선화 준비를 고려하는데, 복선화 전망이 불투명하다. 산다 방향에 인상선이 설치되어, 산다 방면에서의 열차의 반환점이 있게 되었다.
단선 구조의 시절에도 섬식 승강장을 가졌고 지금보다 고지대에 있었다.
1,2번 선 모두 고엔토시 선을 포함한 3방향에서 입선에 대응하는데, 1번 선부터 신카이치・우디타운추오 방면으로 출발도 가능하다.

### 승강장
| 1 | (하행) | ■ 산다 선     | 산다 방면                                                   |
| 2 | (상행) | ■ 산다 선     | 아리마구치・다니가미・스즈란다이・미나토가와・신카이치 방면 |
| 2 | (상행) | ■ 고엔토시 선 | 플라워 타운・우디타운추오 방면                              |

## 역 주변
미타 시의 시가지 변두리에 있는 주택은 많다.
- 국도 제176호선
- 미타가쿠인 중・고등학교
- 효고 현립 호쿠세쓰산다 고등학교
- 미타 시립 핫케이 중학교
- 미타 시립 도서관
- 효고 지방 도로 720호 테크노파크산다 선
- 다몬지
- 다카라즈카 산다 병원

## 인접역
| 고베 전철 산다 선             | 고베 전철 산다 선                                 | 고베 전철 산다 선                  |
| ----------------------------- | ------------------------------------------------- | ---------------------------------- |
| KB26 신테쓰도조 신카이치 방면 | ■ 특쾌속(신카이치 행만 운행) ■ 급행 ■ 준급 ■ 보통 | 산다혼마치 KB28 산다 방면          |
| 고베 전철 고엔토시 선         |                                                   |                                    |
| (- KB28 산다혼마치) 산다 방면 | ■ 보통                                            | 플라워 타운 KB31 우디타운추오 방면 |